# 埃爾肯羅特魏爾湖

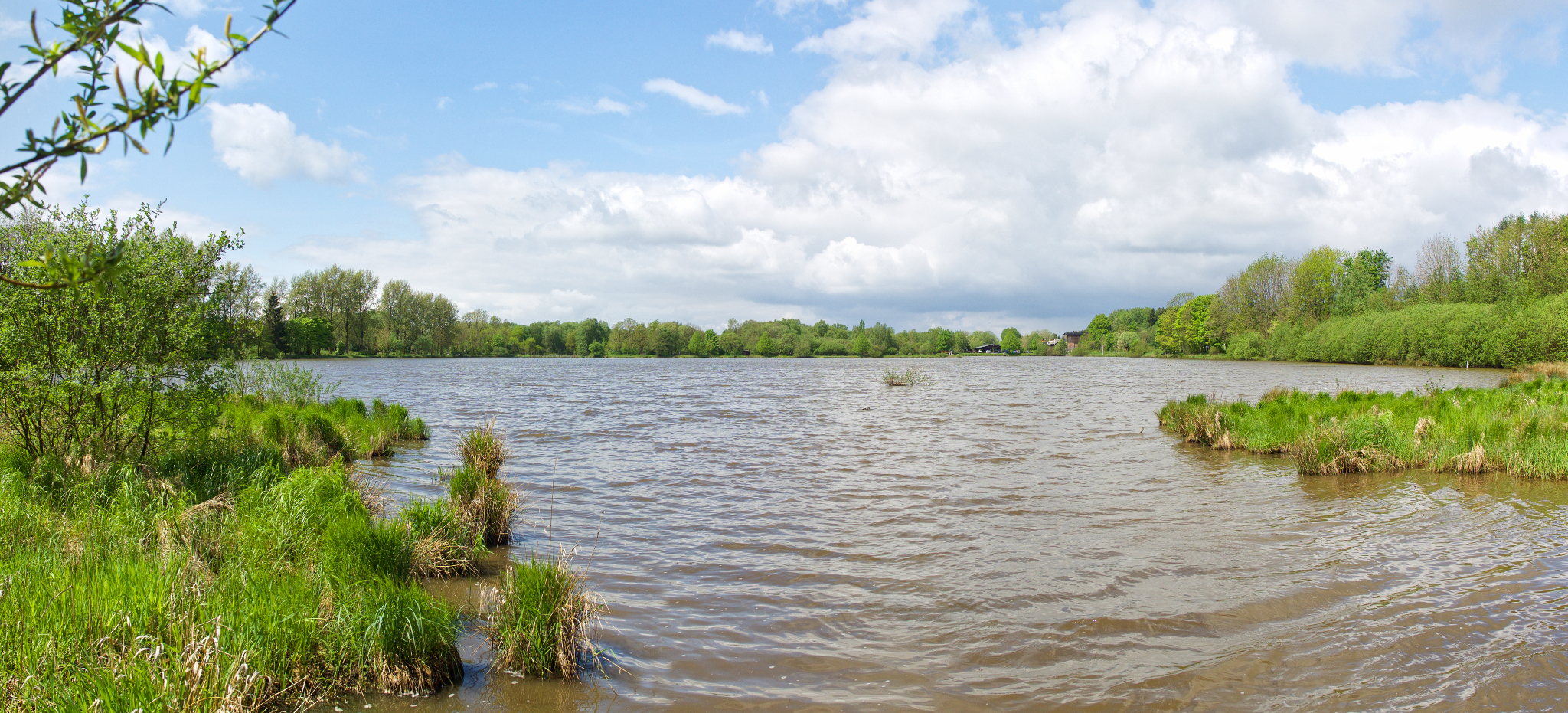

50°43′30″N 7°54′10″E / 50.7249°N 7.9027°E
埃爾肯羅特魏爾湖（德語：Elkenrother Weiher），是德國的湖泊，位於該國西南部，由萊茵蘭-普法爾茨州負責管轄，長0.4公里、寬0.3公里，面積0.08平方公里，最大水深4.5米。